# Marcin Eysymont
Marcin Eysymont herbu Korab (ur. 13 listopada 1735, zm. 2 maja 1814 w  Łukowie) – poeta doby Oświecenia, pijar, prowincjał prowincji polskiej, syn Józefa Antoniego, strażnika upickiego i Aleksandry Anny Urszuli Reymer.

## Życiorys
Wywodził się ze znanej rodziny szlacheckiej o tradycjach wojskowych. Urodził się 13 listopada 1735 roku w Rachmanowie (parafia Szumsk) w powiecie krzemienieckim, gdzie jego ojciec zarządzał dobrami Radziwiłłów, (był marszałkiem dworu Michała Radziwiłła).
Wstępnie kształcił się w kolegium pijarskim w Złoczowie. W roku 1751 mając 16 lat wstąpił do tego zgromadzenia.

W kolegium w Złoczowie objął funkcje nauczyciela w zakresie wymowy, filozofii i matematyki. Następnie przeniesiono go do Warszawy, gdzie pełnił analogiczne obowiązki. W roku 1760 wysłany na studia do Rzymu i Paryża. Po powrocie nauczał w kolegium w Rzeszowie, a następnie powrócił do Warszawy, gdzie pracował pod kierunkiem Stanisława Konarskiego. Tam też objął funkcję rektora Kolegium Nowego. W latach 1789–1792 był wybrany Prowincjałem na Prowincję Polską Pijarów. Po roku 1792 wyjechał do Łukowa, gdzie był regensem konwiktu Szaniawskich i gdzie zmarł.

## Twórczość
Debiutował jako tłumacz ody Konarskiego O mądrym królu w 1764 roku. Pisał wiersze okolicznościowe, panegiryki, nie stroniąc od satyry politycznej. Główną formą jego utworów poetyckich była sielanka alegoryczna (chociaż, jak przyznaje Tadeusz Mikulski jego metafory bywały czasem nazbyt skomplikowane nawet dla współczesnych). Współpracował z pismem „Zabawy Przyjemne i Pożyteczne”, gdzie ukazało się wiele jego utworów. W rękopisie pozostawił Zasady architektury cywilnej i wojskowej opatrzone własnoręcznymi rysunkami. Był blisko związany z Adamem Naruszewiczem i Grzegorzem Piramowiczem.

## Wybrana bibliografia Marcina Eysymonta
- Ad serenissimum Stanislaum Augustum regem Poloniae, magnum ducem Lithuaniae cum annuis in collegio nobilium scholarum piarum examinibus auspicato adesset, carmen
- Do Jegomości Xiędza Grzegorza Piramowicza, Sekretarza Komisji Edukacji Narodowej, Wiersz Przyjacielski dnia 14 marca 1775, [w:] „Zabawy Przyiemne y Pożyteczne, Z Sławnych wieku tego Autorów Zebrane”, t. XII, cz. 2, Warszawa 1775, s. 325-336
- Jego Mości Xiędzu Adamowi Naruszewiczowi wysokich w Rzeczypospolitey litewskiey talentów y zasług Mężowi Rymotwórcy uwieńczonemu. Trzy żałosne pasterki D. D. O. Wierny Wiekopomnego imienia Szacownik dnia XXIV Lipca roku 1774
- Job z gruntu nieszczęśliwy, czyli Rytmy żałosne z prozy w modłach zadusznych umieszczoney. Uwaga rodzajowi ludzkiemu użyteczna przez… w ostatniej chorobie ułożony, Warszawa 1814
- Manualik poczciwego człowieka, czyli maxymy potrzebne we wszystkich kraiach i czasach. Dzieło z francuskiego na polski ięzyk przełożone (1774)
- Na akt weselny JW. W. Kurdwanowskiego z Panną Granowską (1776)
- Na szczęśliwy do stęsknioney stolicy powrót Pana naszego miłościwego Stanisława Augusta króla polskiego W. Xcia Lit. Galatea ekloga imieniem nayobowiązańszego Majestatowi Collegii Nobilium XX. Scholarum Piarum, dnia 9 Grudnia 1781
- Oda do Nayiaśnieyszego Stanisława Augusta Króla Polskiego Wielkiego Xiążęcia Litewskiego etc. etc. Imieniem Młodzieży Szkół Radomskich pod dozorem X. X. Scholarum Piarum na przeiazd Jego Królewskiey Mości przez Radom
- Palemon, Ekloga, [w:] „Zabawy Przyiemne y Pożyteczne, Z Sławnych wieku tego Autorów Zebrane”, t. IX, cz. 2, Warszawa 1774, s. 233-252
- Poliarek Ekloga z publiczną radością równaiąca pasterskie gody na dniu nayuroczystszym Imienin Nayiaśnieyszego Pana z Collegium Nobilium Scholarum Piiarum
- Tabaka. Wiersz Czyli Supplika Pokorna Do Matki Ojczyzny Pro coaequatione Jurium. Nosa Koronnego z Litewskim (ok. 1780)
- W dzień szlubu Maryanny Dembiński Starościanki Wałeckiey i Jerzego Ozarowskiego Podkomorzego J. K. Mci dnia 7. Stycznia Roku 1787
- W uroczystosc Jmienin Nayiaśnieyszego Pana [Stanisława Augusta Poniatowskiego]. Od Collegium Nobilium Scholarum Piarum Roku 1775 8 Maia. Oda[4]
- Wierszyki moralne o poczciwości czyli manualik poczciwego człowieka z francuskiey prozy na rymy polskie wolniejsze odmieniony... Dictae per carmina sortes, Et vitae monstrata via est, et gratia Regum[5]
- Zasady architektury cywilnej i wojskowej (niedrukowana)